# Pelazoneuron kunthii
Espèce
Pelazoneuron kunthii est une espèce de plantes de la famille des Thelypteridaceae. Elle porte les noms vernaculaires anglais de Kunth's maiden fern et Southern shield fern.

## Répartition et habitat
C'est une plante vivace qui pousse principalement dans le biome subtropical. C'est la plus commune des fougères dans le Sud-Est des États-Unis, au sud de la ligne de chute. Elle s'étend vers l'ouest jusqu'à l'Est du Texas. Elle pousse généralement dans des situations terrestres humides à sèches, mais peut également être épipétrique. Elle est souvent cultivée sous serre dans les zones situées au nord de son aire de répartition habituelle.

## Pelazoneuron kunthiiet l'Homme
Pelazoneuron kunthii est utilisé pour traiter des troubles médicaux non précisés et comme médicament.

## Systématique
Le nom correct complet (avec auteur) de ce taxon est Pelazoneuron kunthii (Desv.) A.R.Sm. (d) & S.E.Fawc. (d).
L'espèce a été initialement classée dans le genre Nephrodium sous le basionyme Nephrodium kunthii Desv..
Pelazoneuron kunthii a pour synonymes :
- Christella burundensis Pic.Serm.
- Christella normalis (C.Chr.) Holttum
- Cyclosorus burundensis (Pic.Serm.) Mazumdar & Mukhop.
- Cyclosorus kunthii (Desv.) Christenh.
- Dryopteris normalis f. austrobrasiliensis Sehnem
- Dryopteris normalis C.Chr.
- Dryopteris rafinesquiana Riddell
- Dryopteris saxatilis (R.P.St.John) M.Broun
- Dryopteris unca (R.P.St.John) M.Broun
- Filix-mas augescens var. normalis (C.Chr.) Farw.
- Lastrea kunthii T.Moore
- Lastrea normalis (C.Chr.) Copel.
- Nephrodium kunthii Desv.
- Nephrodium patens Jenman
- Thelypteris burundensis (Pic.Serm.) Christenh.
- Thelypteris kunthii (Desv.) C.V.Morton
- Thelypteris macrorhizoma E.P.St.John
- Thelypteris normalis (C.Chr.) Moxley
- Thelypteris saxatilis R.P.St.John
- Thelypteris unca R.P.St.John
- Thelypteris unca R.P.St.John ex Small